# Мишари ибн Абдул-Азиз Аль Сауд
Мишари ибн Абдул-Азиз Аль Сауд (араб. مشاري بن عبد العزيز آل سعود‎ 1932 — 23 мая 2000) — саудовский принц, 19-й сын эмира Абдул-Азиза.
Принц Мишари был бизнесменом и поэтом.

## Биография
Родился в 1932 году в семье короля Абдул-Азиза и его жены Бушры, которая являлась одной из наложниц короля Ибн Сауда.
16 ноября 1951 года 19-летний принц Мишари был приглашен на вечеринку, организованный британским вице-консулом Сирил Усманом. Сирил Усман находился в Аравии с 1929 года и работал инженером; позже он стал британским вице-консулом в Джидде.
На вечеринке между ними произошла ссора; Мишари вышел, а вскоре вернулся с пистолетом и выстрелил в Усмана, который был убит на месте. Мишари был приговорён к пожизненному заключению и помещён в тюрьму, спасенный от смертной казни своим статусом. Мишари был освобождён из заключения во время правления короля Сауда.
После освобождения уехал в США и Великобритании, где изучал авиацию до 1973 года; он стал первым пилотом в истории Саудовской Аравии.
Умер 23 мая 2000 года в Нью-Йорке в возрасте 68 лет. Принца Мишари похоронили на кладбище Аль-Адль, где погребены несколько членов королевской семьи и видных деятелей.

## Семья
Был автором книги о своём отце. Имел 12 детей: 5 сыновей и 7 дочерей. Его сын, принц Мохаммед ибн Мишари, является членом Совета верности. Его дочь принцесса Маха бинт Мишари является женой принца Халеда бин Саада Аль Сауда. Она является академиком Медицинского колледжа Университета Аль-Фейсал и врачом в специализированной больнице и исследовательском центре имени короля Фейсала.